# گژگوش اسکشچ
گژگوش اسْکْشِـچ (لهستانی: Grzegorz Skrzecz؛ ‏ تلفظ لهستانی: /skʂɛt͡ʂ/ ؛ ‏ ۲۵ اوت ۱۹۵۷ – ۱۵ فوریهٔ ۲۰۲۳) بوکسور اهل لهستان بود.
وی در بازی‌های المپیک تابستانی ۱۹۸۰ شرکت داشت و در مسابقات کشوری و بین‌المللی در مجموع برندهٔ ۲ مدال برنز شده‌است.